# Panicum pantrichum
Panicum pantrichum är en gräsart som beskrevs av Eduard Hackel. Panicum pantrichum ingår i släktet vipphirser, och familjen gräs. Inga underarter finns listade i Catalogue of Life.